# Филипп I фон Хайнсберг
Филипп I фон Хайнсберг (1135 — 13 августа 1191, близ Неаполя) — немецкий церковный и государственный деятель, архиепископ Кёльнский, архиканцлер Германии и Италии (Священная Римская империя) с 1167 по 1191 год. Герцог Вестфалии и Енгена, дипломат.

## Биография
Филипп был вторым сыном Госвина III (ум. 1167/68), сеньора Хайнсберга и Фалькенбурга, и его жены Адельгейды Зоммершенбургской, дочери саксонского пфальцграфа Фридриха V Зоммершенбургского. Обучался в школах при Кёльнском соборе и в Реймсе.
Своей карьере обязан связям с высокопоставленными представителями архиепископства Кёльн, одним которых был Райнальд фон Дассель. В 1156 году стал деканом собора в Кёльне, ректор собора и в 1165 году архидиаконом в Льеже и Райнальде. Летом 1167 года возглавил императорский кабинет и стал архиепископом Кёльнским.

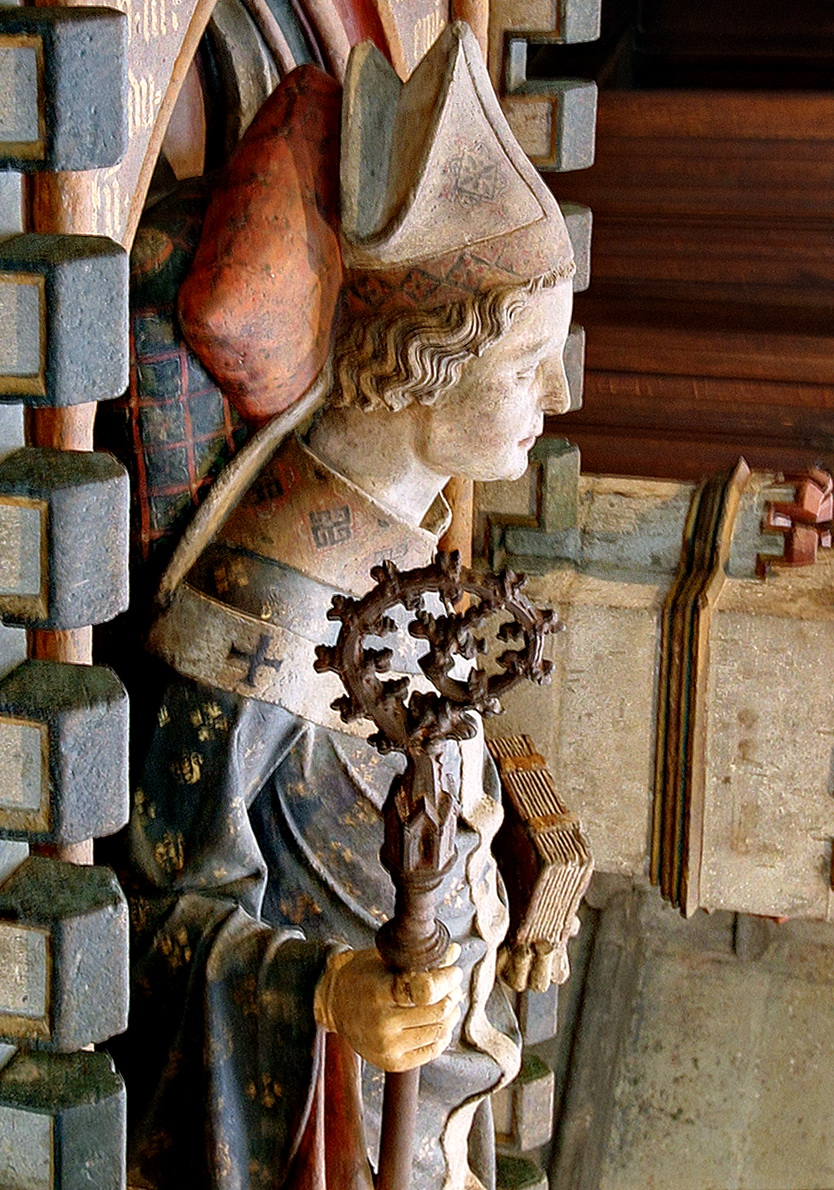

Будучи канцлером императора Фридриха I Барбароссы, остался горячим его приверженцем, вёл его переписку с иностранными дворами, в его отсутствие защищал его интересы (во время одного из них, Филипп успешно защитил княжество от армии палатина Конрада, пфальцграфа Рейнского).
Филипп в 1166—1167 годах участвовал со своим войском в итальянском походе Барбароссы, способствовал заключению венецианского мира между Фридрихом I Барбароссой и папой римским Александром III, значительно увеличил свои владения и поднял их благосостояние. 
В 1167 году Фридрих I Барбаросса назначил его архиканцлером Германии. После возвращения из Италии в 1168 году Филипп стал архиепископом Кёльнским.
Филипп был одним из самых близких приближённых императора, за что 13 апреля 1180 года  получил от Барбароссы герцогство Вестфалия. 
Значительно усилившись, позже Филипп  внезапно изменил своё отношение к правителю. В конфликте императора с папой Урбаном III встал на сторону папы римского. В 1187 году Филипп был назначен папским легатом и возглавил коалицию саксонских князей против Барбароссы. После смерти папы Урбана III в конце 1187 года Филипп заключил мир с императором. После ухода Фридриха в 1189 г. в крестовый поход он остался в стране и служил его сыну, однако после восстал против Генриха VI, но должен был подчиниться и последовал за ним в Италию, где и умер от чумы летом 1191 года при осаде Неаполя имперской армией. 
Похоронен 26 сентября 1191 года в старом соборе в Кёльне. Необычной формой отличается саркофаг архиепископа Филиппа. Его лежащая фигура, высеченная из известняка и покрытая в прежние времена слоем краски, окружена венцом из стен, ворот и зубцов. В своё время архиепископ работал вместе с жителями Кёльна на возведении городской оборонительной стены. Именно поэтому около 1330 г., то есть примерно через 140 лет после смерти, для него было сооружено столь дорогое надгробие.
В 1180 году Филипп начал строительство городской стены Кёльна. Документы 1181 года свидетельствуют о начале работы над ставшей крупнейшей городской стеной Европы до 1881 года. При нём началось создание Раки трёх волхвов, самого большого реликвария Западной Европы, общепризнанного шедевра средневекового лотарингского искусства.